# 乾徳山
乾徳山（けんとくさん）は、山梨県山梨市にある標高2,031mの山で、奥秩父の山域にある。日本二百名山のひとつ。

## 概要
山梨市北部の旧三富村域の中部からやや西方に位置する。南麓には笛吹川支流の徳和川が南東流し、徳和渓谷を形成しつつ笛吹川と合流する。西面には岩壁がそびえる岩山で、南アルプスや奥秩父の山々、富士山が遠望できる。東には南北に秩父往還が通じている。
江戸時代後期の『甲斐国志』に拠れば、鎌倉時代に臨済宗の僧・夢窓疎石が修行したとする伝承を持つ。夢窓は甲斐国においていくつかの寺院を創建しているが、乾徳山から南方の甲州市塩山小屋敷に所在する恵林寺は鎌倉末期の元徳2年（1330年）に夢窓の開いた寺院で、「乾徳山」が山号になっている。乾徳山には国師が座禅をしたといわれる座禅石や髪剃岩、天狗岩などの奇石があり、中腹には同じく国師との関わりを伝える銀晶水、錦晶水などの水飲場があり、山岳信仰にも関係していると考えられている。

## 周辺にある小屋等
- 国師ヶ原高原ヒュッテ

元々営業小屋であったが現在は休業中。通年開放されている。
- 国師ヶ原高原

比較的平坦な野原であり、幕営も可能。

## 隣接する山
- 笠盛山（標高2072m）
- 黒金山（標高2232m）
- 道満山（乾徳山の下山道途中にある）などがある。

## 関連画像

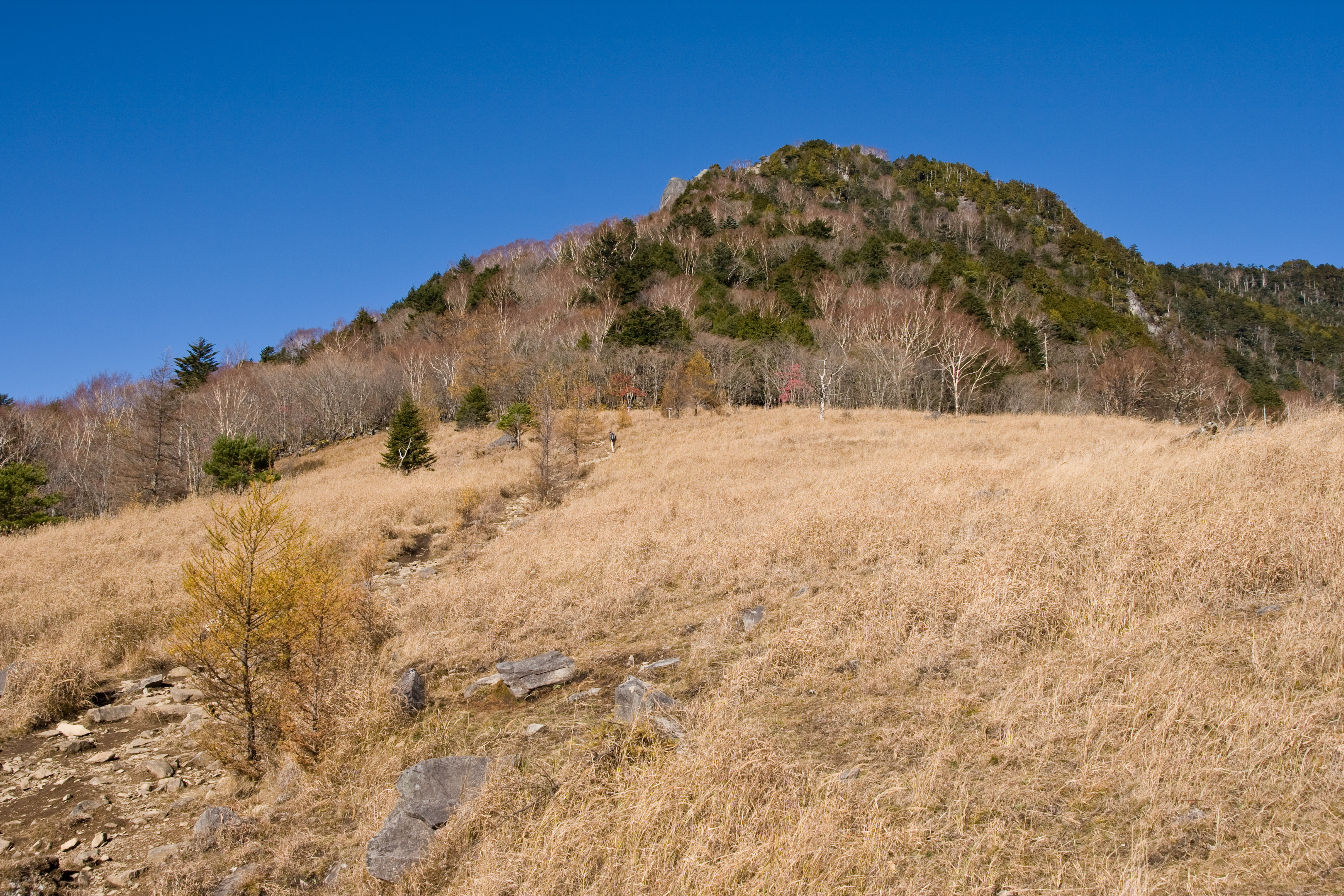
山頂部
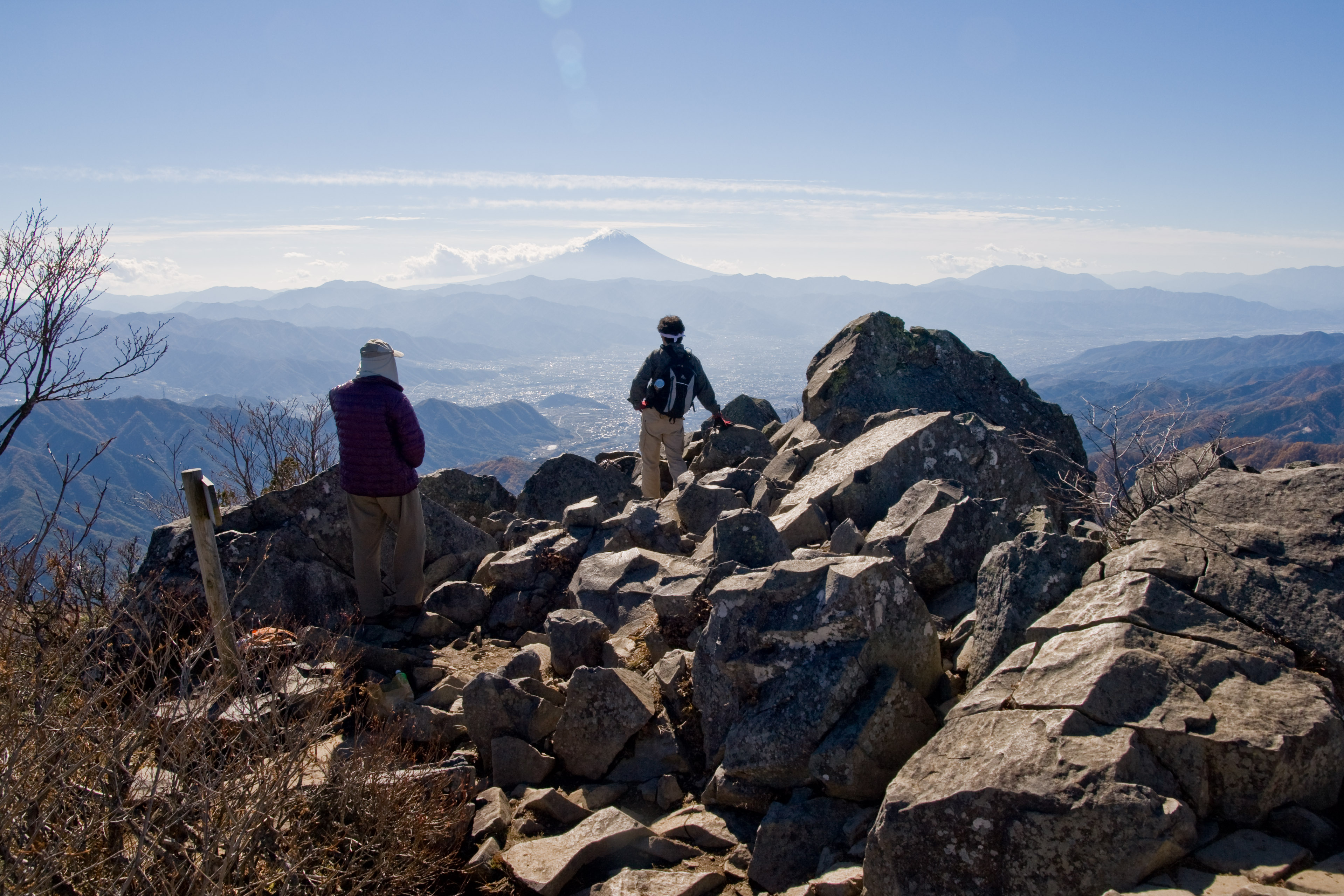
山頂
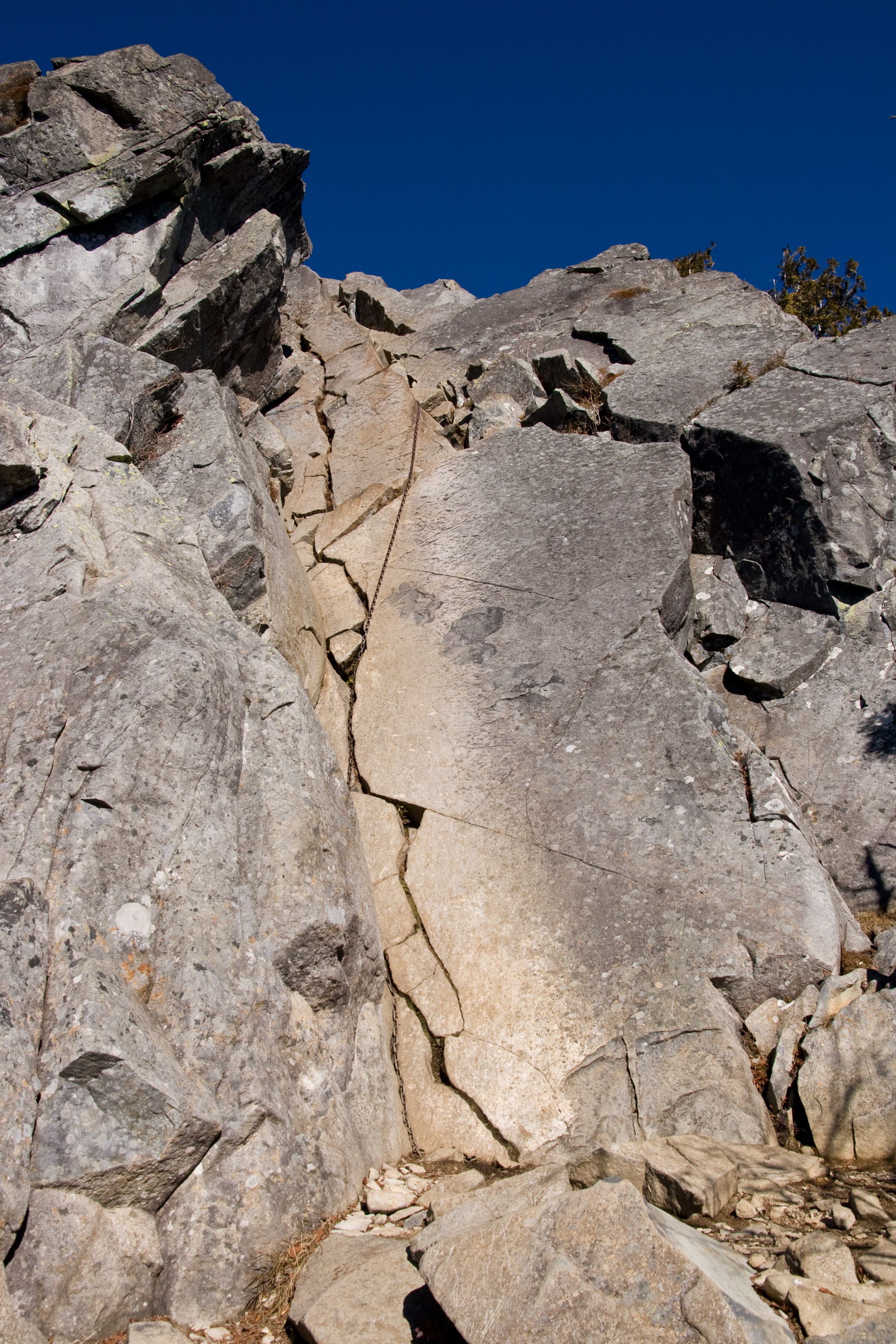
山頂直下の鳳岩
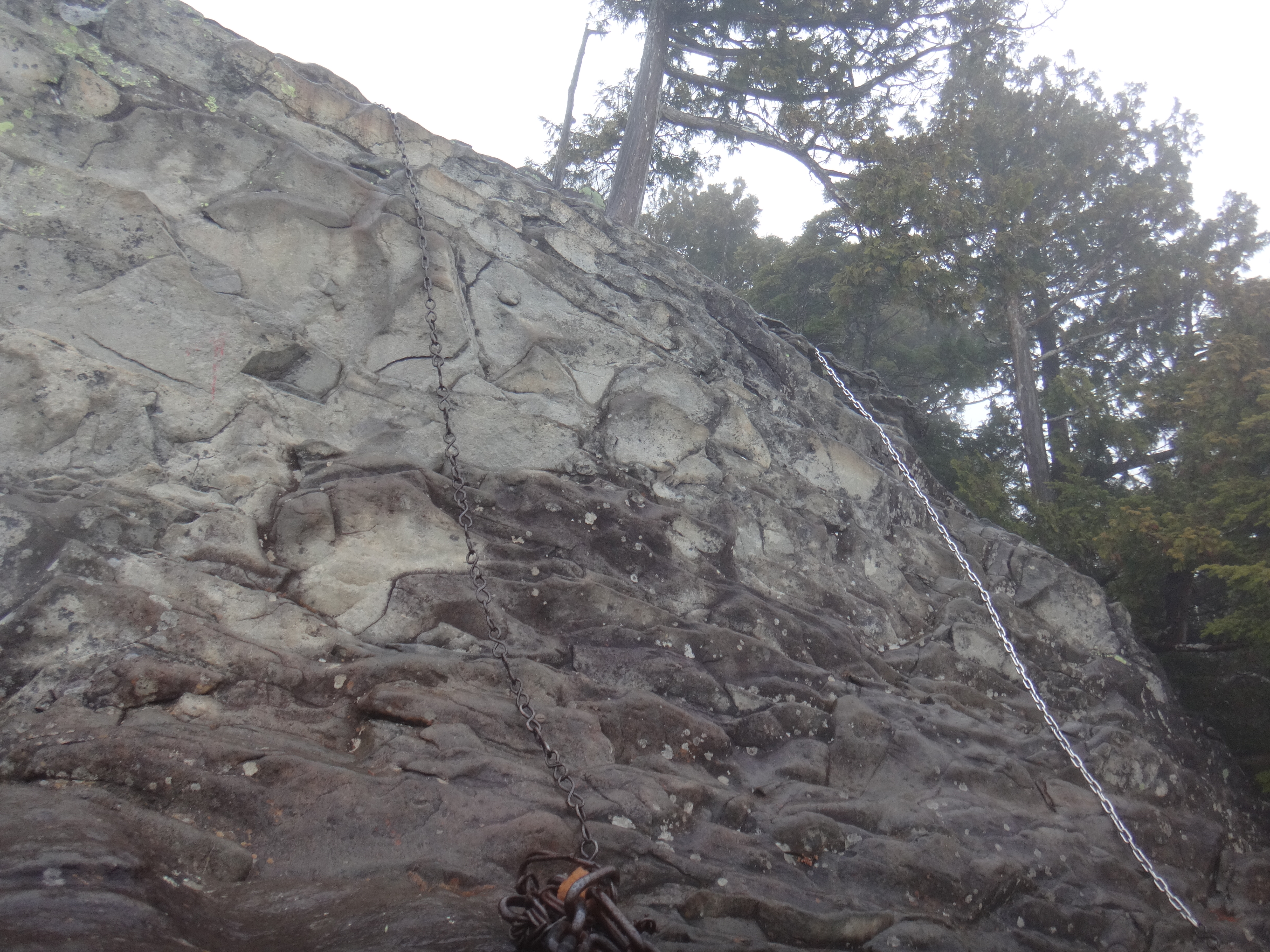
カミナリ岩の鎖場
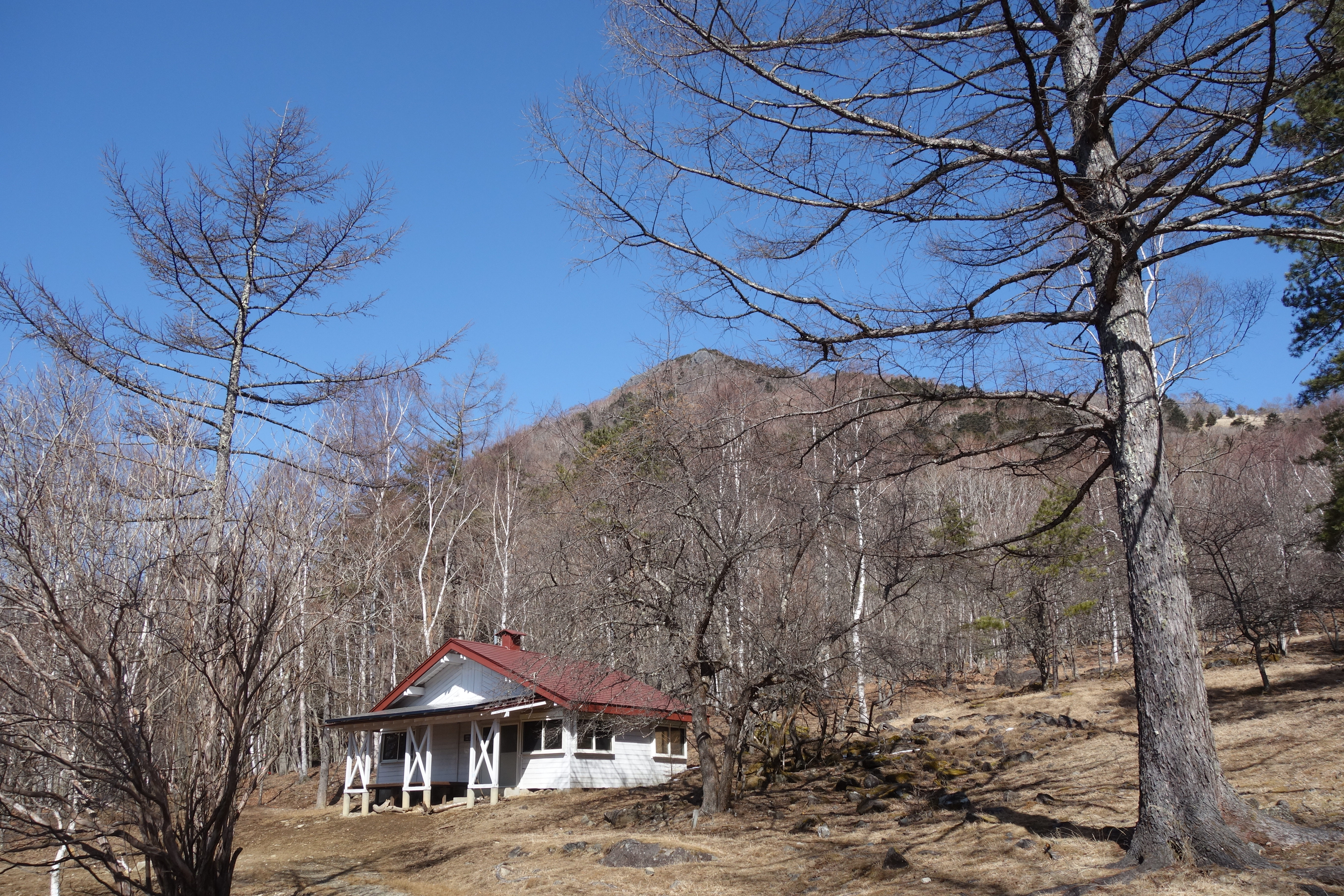
国師ヶ原高原ヒュッテ
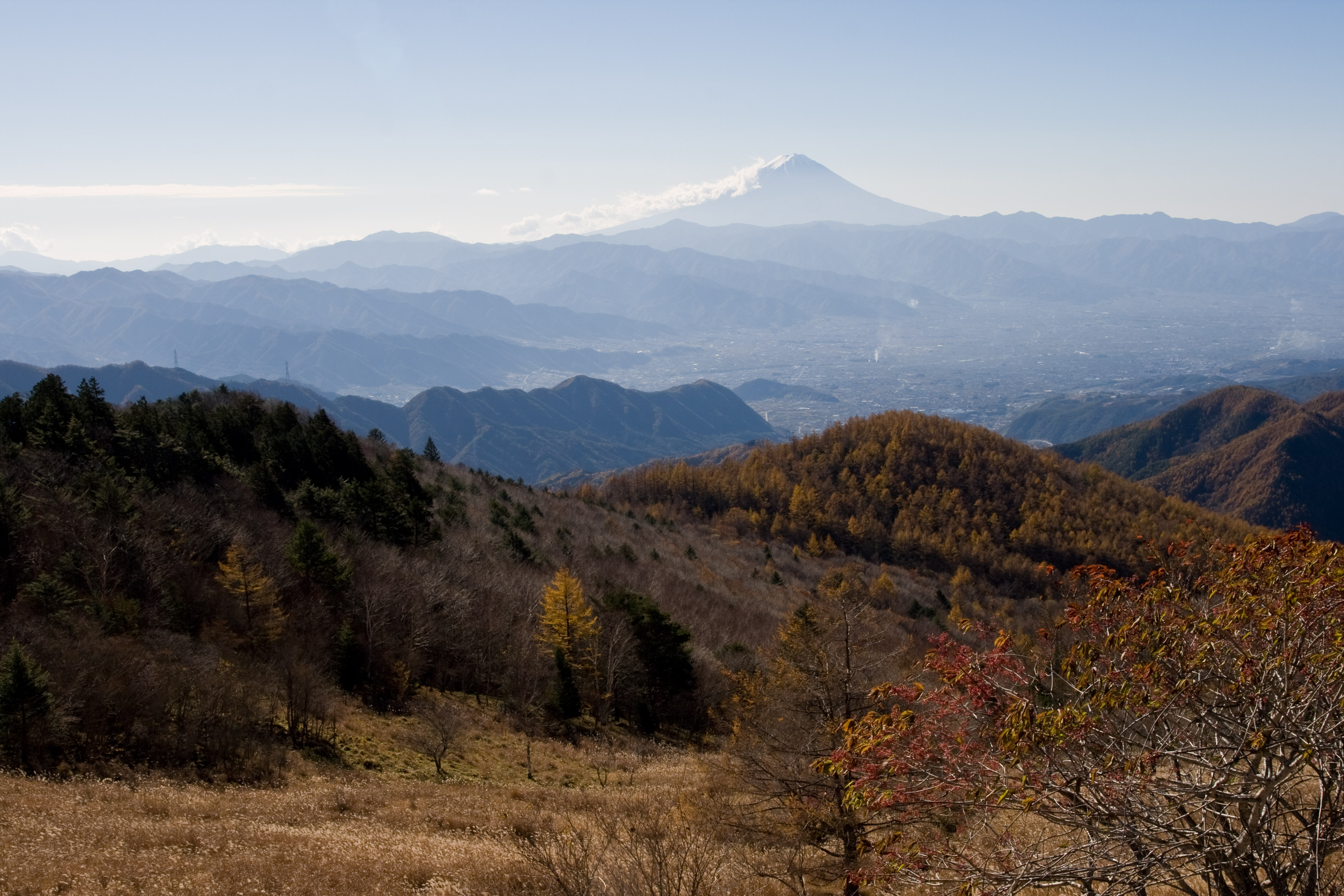
乾徳山から南の眺望